# Jerzy (książę Brunszwiku-Lüneburga)
Jerzy, Książę Brunszwiku-Lüneburga (ur. 17 listopada 1582 w Celle, zm. 2 kwietnia 1641 w Hildesheim) – książę Brunszwiku-Lüneburga od 1635 do swojej śmierci w 1641.

## Życiorys
Jego rodzicami byli Wilhelm Młodszy (1535–1592) i Dorota Duńska (1546–1617), córka Chrystiana III Oldenburg.
W 1635 po śmierci Fryderyka Ulryka, księcia Brunszwiku-Wolfenbüttel otrzymał księstwo Calemberg, które od 1495 roku. Jako pierwszy z rodziny zamieszkał w Hanowerze. Po jego śmierci księstwem Brunszwik-Lüneburg rządził jego syn Chrystian Ludwik.

## Małżeństwo i potomstwo
W 1617 roku ożenił się z Anną Eleonorą, córką landgrafa Hesji-Darmstadt Ludwika V Wiernego. Mieli ośmioro dzieci, z których pięcioro dożyło wieku dorosłego:
1. Chrystian Ludwik (książę Brunszwiku-Lüneburga) (1622–1665)
2. Jerzy Wilhelm (książę Brunszwiku-Lüneburga) (1624–1705)
3. Jan Fryderyk (książę Brunszwiku-Lüneburga) (1625–1679)
4. Zofia Amelia brunszwicka (1628–1685)
5. Ernest August (1629–1698)

## Drzewo genealogiczne
| 4. Ernest I Wyznawca 1497–1546              |  |                              |  |  |                                                 |
|                                             |  | 2. Wilhelm Młodszy 1536–1592 |  |  |                                                 |
| 5. Zofia z Meklemburgii-Schwerinu 1508–1541 |  |                              |  |  |                                                 |
|                                             |  |                              |  |  | 1. Jerzy, książę Brunszwiku-Lüneburga 1582–1641 |
| 6. Chrystian III Oldenburg 1503–1559        |  |                              |  |  |                                                 |
|                                             |  | 3. Dorota Duńska 1546–1617   |  |  |                                                 |
| 7. Dorota z Saksonii-Lauenburga 1511–1571   |  |                              |  |  |                                                 |
|                                             |  |                              |  |  |                                                 |